# León, Tây Ban Nha
Thành phố León là thủ phủ của tỉnh León, thuộc vùng tự trị Castile và León, Tây Bắc Tây Ban Nha. Dân số trong vùng vào khoảng 136.985 (2006), đông nhất toàn tỉnh (chiếm hơn 1/4 phần tư tổng số dân tỉnh León) ,trong đó dân cư thành thị là 204.212 (2006).
León nổi tiếng bởi các công trình theo Gothic như Thánh đường León và nhiều công trình tưởng niệm khác Real Colegiata de San Isidoro (nơi đây có đền thờ Hoàng gia và các tác phẩm nghệ thuật theo lối Romanesque); Casa de Botines (một trong những công trình đầu tiên của kiến trúc sư người Tây Ban Nha Antoni Gaudí, ngày nay đang được sử dụng như một ngân hàng); San Marcos (được xây dựng vào thế kỷ 16); MUSAC, Bảo tàng mỹ thuật đương đại Castile và León.
Ngoài ra, León còn nổi tiếng bởi nhiều hoạt động lễ hội của nơi đây thu hút nhiều du khác từ khắp nơi trên thế giới.